# Danse des abeilles

Danse frétillante.

La danse des abeilles est un terme utilisé en apiculture et en éthologie pour désigner un système de communication animale par lequel des abeilles butineuses ou exploratrices (en moyenne 5 à 25 % des butineuses qui sont les plus âgées, les plus expérimentées, les autres étant des réceptrices attendant le signal de l'éclaireuse) transmettent aux réceptrices restées dans la colonie la distance et la direction de la source de nourriture où elles peuvent obtenir le nectar et le pollen des fleurs nécessaires à la production de miel. Au cours de ces danses, elles émettent avec les ailes un son particulier et transmettent l'odeur du nectar dont elles veulent communiquer la position. Les réceptrices restent en contact avec la danseuse. Ces danses exécutées sur les rayons d'alvéoles sont d'autant plus vives, et de longue durée, que le nectar est abondant et riche en sucre, renseignant également sur les plantes qui cessent d'être productives et sur celles qui le deviennent. Alertées, les abeilles jusque-là inactives s'envolent à la recherche de cette nourriture. Grâce à ces mécanismes de communication, les colonies peuvent s'adapter et localiser efficacement les sources de nourriture disponibles.
C'est à l'éthologue autrichien Karl von Frisch (1886-1982), dans son ouvrage Vie et mœurs des abeilles, que l'on doit la description de ce qu'il nomme « langage des abeilles » et la compréhension des « danses » des abeilles. Sa théorie, soutenue par les travaux de son élève Martin Lindauer, a été confirmée en 1986 à l'aide d'un robot miniature capable d'exécuter cette danse des abeilles.

## Types de danses

### Danse d'orientation alimentaire
Lorsque l'exploratrice effectue une danse en rond (danse circulaire (en)) sur les rayons de cire dans l'obscurité de la ruche, elle indique que la source de nectar est proche, dans un rayon de moins de cinquante mètres. La découvreuse décrit un cercle, en tournant sur elle-même à un rythme très rapide, de huit à dix tours en quinze secondes, puis fait un demi-cercle en sens inverse, changeant souvent le sens de la rotation au cours de ce type de danse. Les autres abeilles, qui suivent la danseuse en la palpant avec leurs antennes, détectent le parfum de la source de nectar dont son corps est imprégné, et quittent alors la colonie, à la recherche de la source de nourriture, guidées par l'odeur des fleurs à exploiter. La danseuse ne transmet pas d'informations de direction avec ce type de danse.
Lorsque l'abeille effectue une danse en huit, elle indique une ressource en nourriture située à une plus grande distance. Dans ce cas, la butineuse s’oriente par rapport à la direction du soleil : en plus de ses deux yeux composés, elle dispose, sur le haut de la tête, de trois ocelles, des yeux simples qui, sensibles à la lumière polarisée, permettent de repérer le soleil au travers des nuages.

L'abeille découvreuse décrit une courte ligne droite, puis un demi-cercle, pour revenir à son point de départ, elle parcourt à nouveau le diamètre, effectue un nouveau demi-cercle, de l'autre côté, et recommence. Pendant les trajets en ligne droite, le corps de la danseuse est porté en avant, les pattes fermement en contact avec le support, et elle frétille rapidement, à la manière d'un pendule, en agitant l'abdomen latéralement.. En suivant la danseuse, les autres abeilles reconnaissent l'odeur de l'espèce de fleur à explorer, et obtiennent aussi des informations sur la direction de la ressource et sa distance par rapport à la colonie. La danse frétillante est d'autant plus rapide que la source de nourriture est proche (neuf à dix « 8 » complets en quinze secondes quand la source est à cent mètres, sept à deux cents mètres, quatre et demi pour un kilomètre, deux seulement pour six kilomètres), et l'angle formé entre la verticale et l'axe de la danse rectiligne est le même que celui formé entre la direction du soleil et celle de la nourriture. Au fur et à mesure de la course du soleil, la danseuse modifie l'angle de sa danse.

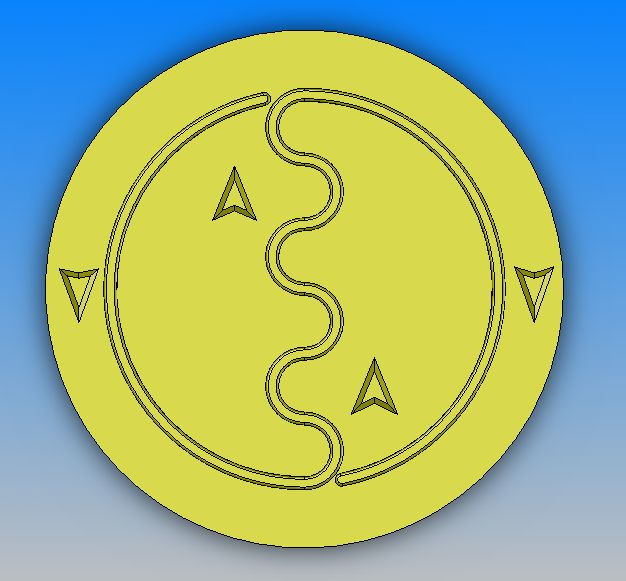
Danse en « huit », les ondulations symbolisent le frétillement (déplacement selon les flèches)
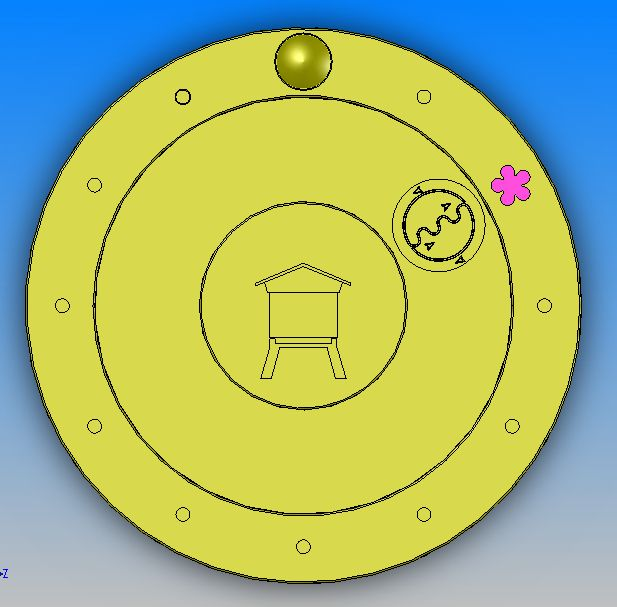
Indication d’une source de nectar située à 60° à droite par rapport à la direction du soleil
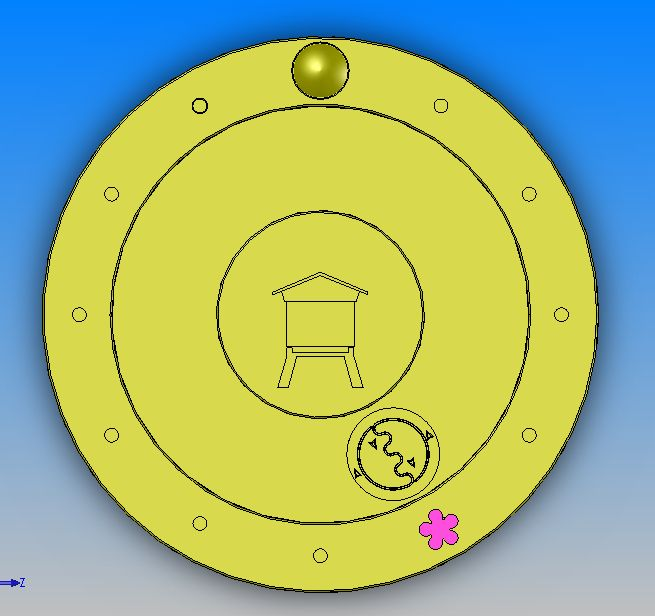
Indication d’une source de nectar située à 150° à droite par rapport à la direction du soleil.

La direction du diamètre indique celle de la source de la miellée. Imaginons un cadran avec la ruche au centre, et le soleil placé au-dessus à la verticale. Sur ce cadran, l’abeille se dirige du centre vers la source de nourriture. Si la source de nourriture est dans la direction du soleil, l’abeille va se diriger verticalement de bas en haut sur la ligne droite. Si la source se trouve à 30° à droite par rapport à la direction du soleil, la ligne droite qu’elle décrira sera inclinée de 30° à droite par rapport à la verticale, elle la parcourra de bas en haut. Si la miellée est à l’opposé du soleil, son trajet se fera alors de haut en bas.
Quant à la distance de la source de nectar, elle est indiquée par le nombre des mouvements latéraux de l'abdomen, lors d'une phase vibrante, ou par la durée de celle-ci (mesure équivalente) : ainsi plus le nombre de mouvements est important, plus la source de nourriture est éloignée. 
La qualité de la source de nourriture est indiquée par la vitesse de retour lors des demi-cercles effectués sans frétiller. A contrario, la butineuse émet un « signal stop » (mécanisme de rétroaction négative) pour signaler à la colonie un danger (par exemple elle a été attaquée par un prédateur, elle a senti sur les fleurs des phéromones de stress, elle a dû se battre avec des abeilles d'autres colonies et a été vaincue, etc.).

### Danse d'orientation vers un site d'essaimage
Martin Lindauer déchiffre un autre mode de danse des abeilles en 1951, appelée la « danse du domicile » ou « danse de l'essaim » : une fois l'an, pendant quelques heures ou quelques jours, se produit une danse frétillante exécutée par les éclaireuses en plein air sur le dos d'abeilles qui se sont posées en essaim sur une branche après avoir abandonné leur domicile pour en choisir un autre. La colonie laissant aux éclaireuses le pouvoir de décider de ce choix, il s'agit de l'équivalent d'une démocratie par délégation car des processus de rétroaction positive et négative montrent de véritables débats contradictoires lors de ce choix.

### Danse de stimulation des ouvrières
Thomas Seeley décrit une danse de stimulation des ouvrières qu'il appelle "danse du tremblement". C'est la danse que font les butineuses lorsqu'il n'y a pas assez d'ouvrières pour décharger rapidement le nectar qu'elles ramènent. Les butineuses vont alors vers des ouvrières inactives pour faire une danse de tremblement qui constitue un signal pour leur demander de se mettre au travail et aider à décharger le nectar entrant.
Les butineuses alternent donc entre danse d'orientation alimentaire quand elles ont besoin d'aide pour ramener le nectar et danse de tremblement quand elles ont besoin que plus d'ouvrières aident à décharger le nectar. Ce sont donc elles qui organisent les cadences de production de la ruche.

### Signaux
En plus des danses, les abeilles utilisent certains signaux de communication :
- le signal de secouage (Shaking signal) est un signal utilisé par les butineuses pour réveiller les abeilles assoupies avant de faire une danse d'orientation alimentaire. Pour danser, la butineuse a besoin d'un public attentif et va donc secouer un peu les abeilles au repos pour les prévenir qu'une communication va suivre.
- le signal d'interruption (bip signal) est un signal où une butineuse en bouscule une autre plus ou moins fortement en émettant un petit bip. Ce signal est utilisé par une butineuse qui souhaite interrompre une communication d'une autre. Elle l'utilisera par exemple pour empêcher une danse d'orientation alimentaire si elle pense qu'il vaut mieux plutôt faire une danse de stimulation des ouvrières. Elle pourra aussi utiliser ce signal d'interruption pour empêcher une éclaireuse de continuer à promouvoir son site d'essaimage.